# Keresztes (Románia)
Keresztes (románul: Oprișani, 1924-ig Cristiș, németül: Kreuzfeld) egykor önálló település, ma Torda egyik lakónegyede Romániában, Kolozs megyében.

## Fekvése

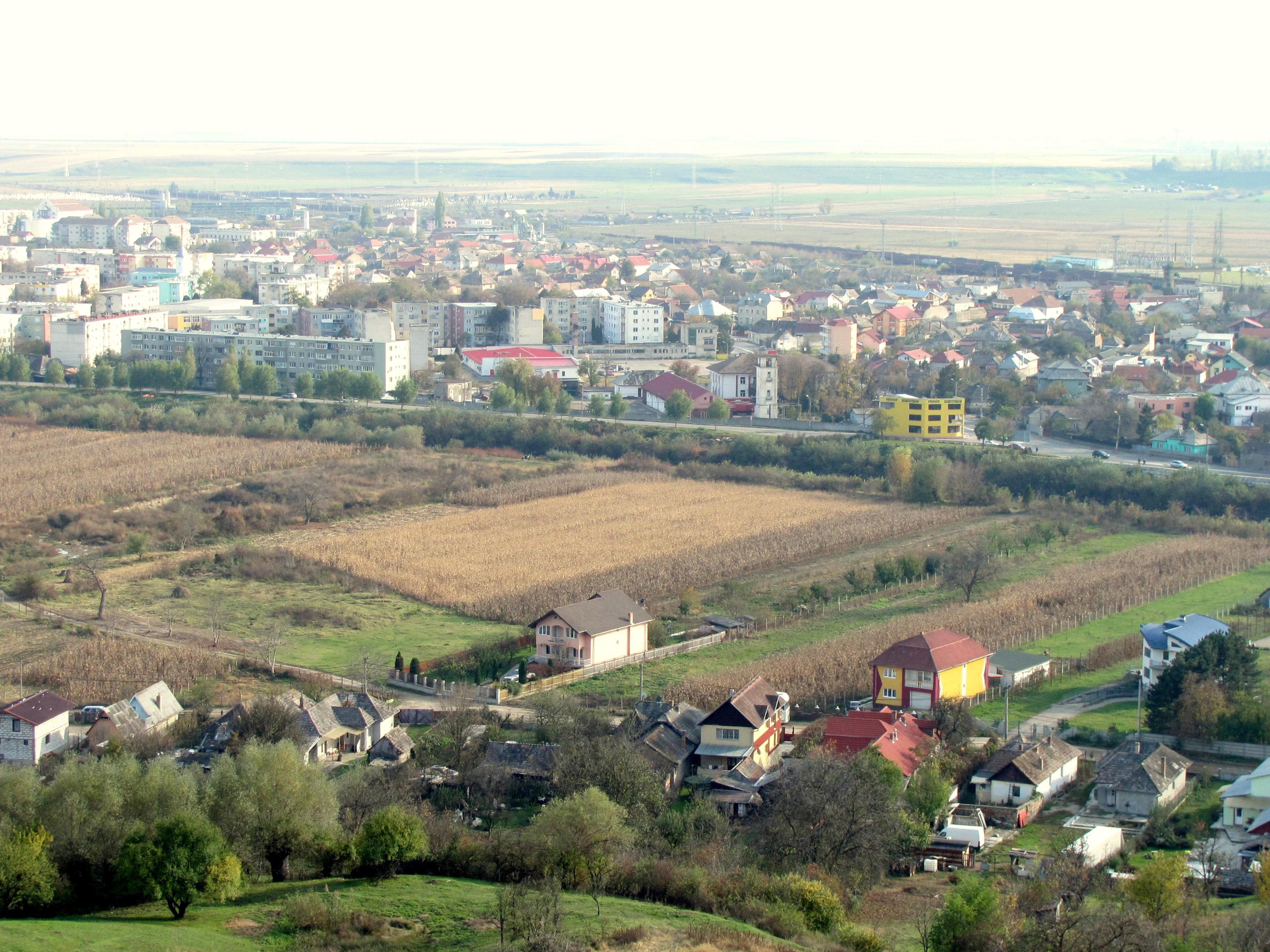
Keresztes látképe napjainkban.

Torda keleti részén, az Aranyos folyó partján helyezkedik el, az ún. Keresztesmező központi részén.

## Története

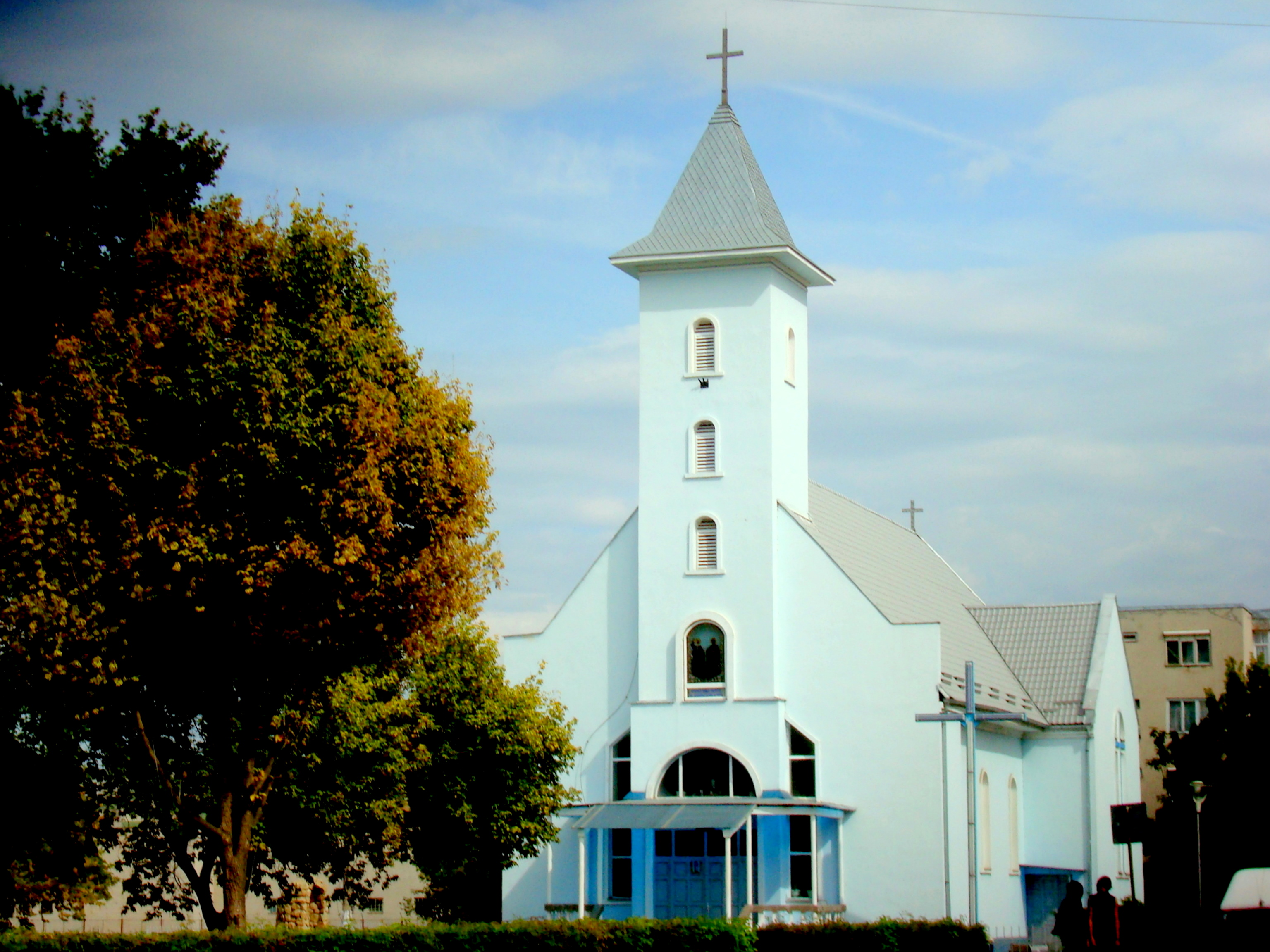
Görög-katolikus templom.

1288-ban említik először a települést, villa cruciferorum néven. 1306-ban Kán László erdélyi vajda egy peres ügy kapcsán a falut a Borsa nembeli Szentmártoni László vajdának ítélte, Mykud bán fiai ellenében. A települést Keresztes néven először egy 1322-ben kelt oklevél említi.
A falu lakossága a legelső, 1850-ben végzett népszámlálás idején 201 fő volt és mind román nemzetiségűnek vallotta magát. 1910-ben ezzel szemben már 556 fő lakta, ebből 388 román, 149 magyar, 16 cigány és 3 német volt. A trianoni békeszerződésig Torda-Aranyos vármegye tordai járásához tartozott.
Keresztest 1924-ben olvasztották be Torda városba, még ugyanebben az évben Oprișani névre keresztelték át, Ioan Opriș helybéli ortodox pap tiszteletére, akit 1918 őszén magyar katonák gyilkoltak meg az ortodox templom előtt.
A tordai csata idején, 1944 szeptemberében Keresztesnél is súlyos harcok zajlottak a magyar–német és szovjet–román csapatok között.